# Hemipenthes tusheticus
Hemipenthes tusheticus är en tvåvingeart som beskrevs av Zaitzev 1966. Hemipenthes tusheticus ingår i släktet Hemipenthes, och familjen svävflugor. Inga underarter finns listade i Catalogue of Life.